# Tako
Tako és un grup saragossà fundat en Eixea el 1984. El seu estil es basa en un rock de contingut poètic i social que s'acosten al rock urbà. És un dels grups aragonesos més prolífics de tots els temps i màxims exponents, al costat d'Héroes del Silencio, del rock aragonès. A la seva terra gaudeixen d'un gran seguiment, omplint qualsevol concert i sent habitualment contractats en múltiples celebracions i festivals, com les Festes del Pilar a Saragossa. A nivell nacional, també ostenten certa fama, sobretot arran del seu tercer àlbum, A les portes del desig, que el 1989 va permetre a Tako trencar les fronteres de la seva comunitat.

## Història

### Començaments
Tako va començar la seva marxa el 1984, quan la formació original, composta per Mariano Gil (veu i guitarra), Fernando Ros (baix), José Alfredo Rei (guitarra solista) i Pedro Segura (bateria) es va ajuntar per actuar en una festa d'estudiants. El grup va començar a compondre els seus primers temes, gravant a Barcelona el 1985 el seu primer disc, batejat com M'ho acabo d'inventar; una maqueta plena de rock simple i de so brut, amb lletres directes i senzilles, però en aquest moment, José Alfredo Rei havia deixat el grup, sent substituït per Nacho Miana. Van començar llavors a donar concerts en els quals les versions de ACDC o WASP van anar deixant pas als seus temes propis.

### Tako
En 1986, Fernando Ros va deixar el grup i va ser substituït per Nacho Miana, qui tan sols un any abans, s'havia incorporat a aquest com a guitarra solista; a causa d'aquest canvi, Tako es va quedar sense guitarrista, per la qual cosa va fitxar a Carlos Tejero per suplir el lloc de Ros.
Després de diverses actuacions, van reunir diners per gravar el seu segon disc i primer LP de nom homònim, amb el qual van aconseguir començar a sonar en alguna emissora i a donar-se a conèixer en els periòdics. En aquest àlbum destaquen temes com a Poeta Nocturn (himne de la banda) o La dama de blanc. Durant els dos anys següents es van dedicar a actuar frenèticament, sense temps per compondre i frenats pel servei militar obligatori.

### Atakando
Ja el 1989, amb Nacho Jiménez en els teclats, van gravar en el mateix estudi: A les portes del desig, que conté molts dels temes imprescindibles de la banda, com A les portes del desig o L'enterrador, les quals, són corejades allí on van. Amb aquest disc van aconseguir un gran èxit a Aragó, a més d'obrir-se camí en altres regions com Navarra i La Rioja. Durant aquest any i el següent, van continuar oferint una gran quantitat d'actuacions, tocant al costat de les grans bandes del país com Ñu, Els Suaus o Pedro Botero. A més, el 1990, van gravar un EP en directe anomenat Atakando, que amb prou feines va tenir repercussió i del que existeixen escasses còpies.

### No són hores de pescar
En 1991 van tornar a la càrrega amb un nou disc: No són hores de pescar, el seu tercer LP, que compta amb les col·laboracions de Rosendo Mercado i de Boni Hernández. El disc va ser presentat amb èxit a la Plaça de toros de Saragossa, amb la participació de Rosendo. Després d'això, el seu baixista Nacho Miana va deixar la banda per problemes d'esquena, deixant als comandaments del baix elèctric a Fernando Mainer, qui contínua amb Tako avui dia, compaginant el seu treball amb Mägo de Oz.

### Tots contra tots
En 1992 van treure nou disc, titulat Tots contra tots, en el qual destaquen temes com a Fuster de condemnes i Tots contra tots. Aquest any i els tres següents, van ser temps de canvi per al grup, en els quals van canviar dues vegades de segell discogràfic i va sortir Pedro Segura (bateria), per ser reemplaçat pel baterista professional José Antonio Querol, qui ha treballat amb Paloma San Basilio i Amaral, entre d'altres artistes coneguts. Anys més tard, Pedro Segura faria les labors de manager. Durant aquest temps, van gravar a més un recopilatori amb els millors temes de la banda i algunes composicions noves, titulant-ho: Recopilatori.
Aquesta nova formació composta per Mariano Gil, Nacho Jiménez, Pablo Moreno, Fernando Mainer i Jose Antonio Querol va durar uns quatre anys, fins que el bateria José Antonio Querol es trasllada a Los Angeles, per la qual cosa li substituye Pedro Peralta. Querol va tornar a tocar amb la banda el període de 2001 a 2003, any en el qual, finalment, Querol decideix abandonar la banda per fer front a una intensa agenda professional amb altres grups.
En 1996, van tornar a l'estudi d'enregistrament per editar Verí. José Antonio Querol es trasllada a Los Angeles (USA), per la qual cosa no pot gravar el disc, malgrat que va participar activament en tota la preproducció d'un disc més madur, en el qual es va apreciar una evolució clara de la banda. És un treball molt lloat pels seus seguidors. Destaquen d'aquest àlbum temis com a Pell de xai, Pinta ferros o Insuficient.

### Primers enregistraments
Després de 4 anys d'actuacions, durant els quals va sortir al mercat un nou recopilatori: Primers enregistraments, Tako va tornar a editar nou material l'any 2000, amb El club dels inquiets. Aquest nou treball va comptar amb un so més melòdic, encara que no va perdre les arrels rockeres de la banda. Un dels temes d'aquest disc, anomenat Bales de Vodka, va arribar a ser número u en les emissores nacionals.

### On el vent ens porti
En 2003 van publicar On el vent ens porti, un nou disc que va comptar amb bons temes com a Cara de nen i Gos Solitari, encara que per desgràcia, la promoció del disc va ser pèssima. Van ser temps durs per al grup, que va abandonar la discogràfica Az Records creant un segell propi, al que van batejar com a Junta Versos Rècords, produint entre 2004 i 2005 el seu dotzè treball: Escac. Aquest disc conté algunes cançons imprescindibles de la banda com Amb déu i amb el diable i Colorín colorao.
Amb aquest àlbum es van ser de gira per primera vegada a Sud-amèrica, aconseguint un notable seguiment i destacant l'èxit de la seva incursió a l'Argentina, on van oferir múltiples actuacions. L'any següent ho van passar de gira, amb la finalitat de presentar Escac, destacant actuacions com la de Buenos Aires, davant 30.000 persones i la seva participació com teloneros de Mötley Crüe a Saragossa. També van actuar a les Festes del Pilar davant més de 120.000 persones. Abans de viatjar a Sud-amèrica, Pablo Moreno (guitarrista), va deixar el grup per ser substituït per Iñigo Zubizarreta, qui compagina el seu treball en Tako amb Soziedad Alkoholika des de 2009. A més, Fran Sanz, bateria del grup, no va poder viatjar a causa de motius familiars, de manera que el bateria Miguel Isaac, va haver d'acompanyar a aquests per poder realitzar la gira a Amèrica.

### Takorce

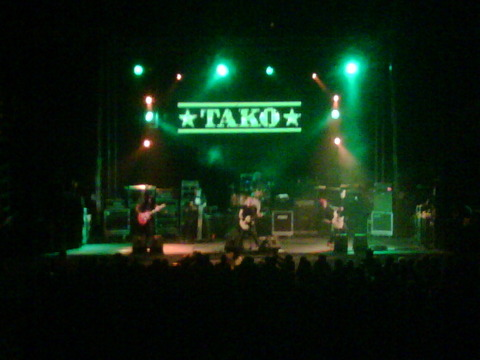
Actuació en directe de Tako en 2011.

En 2007 van treure el seu disc 13, en el qual sobresurten sobretot dues composicions: La meitat dels meus miralls, sentimental balada que sempre inclouen en els seus concerts i Sense tant soroll, dedicada al Reial Saragossa pel seu 75 aniversari. A l'any següent va sortir a la llum el seu disc Takorce, gravat en directe el 12 d'octubre davant més de 24.000 persones a Saragossa; sent el seu primer disc en directe.

### El taller dels capritxos
Després de dos anys sense editar nou material, els Tako, van tornar una vegada més en 2010 per editar El taller dels capritxos, un disc molt més madur, potent i sincer, que aconsegueix acostar el so d'estudi de la banda a l'aconseguit en els seus directes. Aquest treball explica també amb destacades composicions com a Basts i espases i La tempesta, encara que no arriben al nivell dels clàssics de la banda, fent que no solguin aparèixer en els seus concerts.
L'any 2011, ho van passar actuant al costat dels Suaus i La Fugida, en la gira Rock a 3 bandes, que els va portar per tot el territori nacional.

### Les campanes de la vergonya
Finalment, en 2012 va arribar Les campanes de la vergonya (últim treball de la banda fins avui), sent rebut amb il·lusió pels seus seguidors i ben valorat per la crítica, confirmant el bon estat de forma de la banda. Es @tratar un disc amb un fort contingut social i influït per la crisi. En paraules del propi Mariano Gil: «En els dies que estem és inevitable escriure com està el món...». Destaquen en aquest àlbum temis com 2007, que parla directament sobre la crisi; L'ànima lligada, amb l'aconsegueixen el premi al millor tema musical en els Premis de la música aragonesa, i Esmenti'm, tema molt rocker, en el qual es miren amb afecte les mentides piadoses d'una dona.
Amb aquest disc van iniciar una gira per Espanya, a la qual van posar final a Saragossa l'11 de maig de 2013 amb la seva participació en el Actitude Rock, on van actuar al costat de grans bandes com Los Suaves i Marky Ramone, davant un nombre acceptable d'incondicionals.
El 28 de març de 2014, Tako va actuar per primera vegada a Mèxic, en el festival Viu Llatí 2014, un dels festivals més importants a Iberoamèrica.

## Estil
El so de Tako és molt personal i característic, encara que hi ha qui ha arribat a qualificar-los com un grup de pop-rock. La veritat, és que generalment el seu estil és considerat com a rock i fins i tot com a Rock Urbà, a causa de la marcada càrrega social d'algunes de les seves lletres, sobretot en el seu últim disc Les campanes de la vergonya. Amb tot, la seva música ha estat en constant evolució des del començament de la seva carrera fins avui.
En un esforç per definir la seva música, es podria fer una distinció en tres etapes:

### Primera etapa (1985-1988)
L'estil de Tako es basa en un rock senzill, guitarrero, brut i de lletres clares i directes. S'emmarcarien en aquest període els dos discos que van treure: M'ho acabo d'inventar i Tako.

### Segona etapa (1989-1995)
El so del grup se sofistica i adquireix a més matisos més melòdics, arran de l'arribada de Nacho Jiménez als teclats. També comença a augmentar el caràcter poètic de les lletres. Pertanyen a aquesta fase tots els LP's editats en aquest temps, destacant A les portes del desig, que marca el començament d'aquesta etapa i comença a donar fama al grup.

### Tercera etapa (1996-actualitat)
Es caracteritza per un marcat augment en la maduresa de la banda i els seus treballs. Comença amb l'àlbum Verí i continua avui dia en Les campanes de la vergonya. La música de la banda es torna més melòdica, sobretot a partir del club dels inquiets, encara que sense renunciar a l'ànima rockera de Tako, explotant per complet el valor poètic de les seves lletres, que sempre ha estat alguna cosa que marca i dota de personalitat al grup.

## Discografia
| - 1985 - Me lo acabo de inventar - 1986 - Tako - 1989 - A las puertas del deseo - 1990 - Atakando - 1991 - No son horas de pescar - 1993 - Todos contra todos - 1995 - Recopilatorio - 1996 - Verí - 1999 - El club de los inquietos | - 2000 - Primers enregistraments (recopilatori) - 2003 - Donde el viento nos lleve - 2005 - Jaque - 2007 - 13 - 2008 - Takorce (en directe) - 2010 - El taller de los caprichos - 2012 - Las campanas de la vergüenza - 2016 - 30 pasos - 2018 - Hilo de cobre |